# مری لانگ آلدرسون
مری لانگ آلدرسون (زاده ۱۹ ژوئن ۱۸۶۰ - درگذشته ۷ ژانویه ۱۹۴۰) مبارز حق رای زنان، زن باشگاهی و نویسنده اهل آمریکا بود.

## اوایل زندگی
مری لانگ در ۱۹ ژوئن ۱۸۶۰ در ویموث، ماساچوست در خانواده الیزا ریگان و جان ای. لانگ متولد شد. والدین او هر دو مهاجر ایرلندی بودند که در دهه ۱۸۳۰ متولد شده و در زمان تولد مری در ماساچوست زندگی می‌کردند. در زمان ثبت در سرشماری ۱۸۶۰ - که در سال تولد مریم به اتمام می‌رسید - دو بزرگسال دیگر نیز از ایرلند در همان خانه زندگی می‌کردند. مری در بوستون بزرگ شد و با زنان برجسته‌ای مانند لوییزا می الکات آشنا شد. مری تحت «روش کوئینزی» در کوینزی، ماساچوست تحصیل کرد.

## حرفه
لانگ تا سال ۱۸۸۷ به عنوان معلم کار کرد، در آن زمان با متیو ویلیام آلدرسون (۱۹۲۴–۱۸۵۵) آشنا شد. وسال بعد، همسر دوم او شد. این دو در برینتری، ماساچوست
ازدواج کردند و در بووزمن، مونتانا ساکن شدند. آنها در نهایت دارای سه فرزند دختر شدند.

## روزنامه‌نگار
مت آلدرسون و پدرش نشریه Bozeman Avant Courier را منتشر می‌کردند. مری برای این نشریه می‌نوشت.نوشته‌های اواز جمله متن‌های سرمقاله‌ای که به‌طور خاص در مخالفت با  لباس و دامن بلند بود.[ در این موقعیت، او یکی از معدود اعضای زن انجمن مطبوعات مونتانا بود. به عنوان یک مبارز حق رأی، آلدرسون همچنین در سمت سردبیر مجله WCTU مونتانا فعالیت کرد.

## فعالیت
آلدرسون در نمایشگاه جهانی کلمبیا در سال ۱۸۹۳ در شیکاگو شرکت کرد. در آنجا، او سخنرانان حق رأی از جمله سوزان آنتونی را شنید. آلدرسون مشتاق سازماندهی برای حق رای زنان به بووزمن بازگشت. او مسئولیت حق رای زنان را در مونتانا رهبری کرد و ایالت در سال ۱۹۱۴ به زنان مونتانا حق رای داد.
آلدرسون منشی کاتب کمیته اجرایی در دومین کنوانسیون سالانه انجمن حق رای برابر مونتانا در نوامبر ۱۸۹۶ بود.او همچنین منشی کاتب کنوانسیون ایالتی اتحادیه زنان مسیحی مخالف الکل در سال ۱۹۰۴ بود. آلدرسون یک فعال باشگاه زنان بود. او یکی از اعضای اتحادیه زنان مسیحی مخالف الکل (WCTU) بود و از سال ۱۹۱۳ تا ۱۹۱۶ به عنوان رئیس بخش مونتانا فعالیت کرد.
او سردبیر نشریه این اتحادیه در مونتانا بود. او همچنین عضو «انجمن خانه داران ایالت مونتانا» و «انجمن بوزمن برای ترویج فرهنگ بدنی و لباس صحیح» بود. آلدرسون رئیس مونتانا نیروی محرکه «کمپین نشان گل» بود. که گل ، ریشۀ آلتریس که معمولا به عنوان ریشه تلخ شناخته می‌شود را به عنوان گل رسمی ایالت رای داد.

## مرگ و میراث
آلدرسون در ۷ ژانویه ۱۹۴۰ در بوزمن، مونتانا در سن ۷۹ سالگی درگذشت.
مقالات او بخشی از «مجموعه خانواده آلدرسون» است که در آرشیو مریل جی. برلینگیم و مجموعه‌های ویژه کتابخانه دانشگاه ایالتی مونتانا نگهداری می‌شود.